# Антоній Токарчук
Антоній Юстин Токарчук (пол. Antoni Justyn Tokarczuk; 14 квітня 1951, Нова Весь-Лемборська) — польський профспілковий діяч і політик, активіст руху Солідарність, заступник голови Бидгощського профцентру, секретар Всепольської комісії профспілки. Учасник Бидгощського зіткнення у протиборстві з ПОРП. На початку 1980-х років — близький соратник Яна Рулевського та Леха Валенси. Інтерновано під час воєнного стану. У Третій Речі Посполитій — організатор правоконсервативних партій, депутат сейму, сенатор, Бидгощський воєвода, міністр довкілля в уряді Єжи Бузека. Відомий також як діяч організацій місцевого й економічного самоврядування.

## Заводський соціолог
Народився у селянській сім'ї з Лемборцького повіту (тоді Гданське, нині Поморське воєводство). Середовище дитинства та юності відрізнялося глибокою католицькою релігійністю та польським патріотизмом. Дядьком Антонія Токарчука був єпископ Пшемисля Ігнаци Токарчук. Під його впливом Антоній перейнявся католицькою соціальною доктриною та зацікавився суспільними науками. У 23-річному віці одружився, у шлюбі народилася дитина.
Закінчив філософський факультет Люблінського католицького університету. Почав працювати соціологом на електромеханічному заводі у Понятові (адміністрація належала до нього з підозрою). Як пристрасний велосипедист перебрався до Бидгоща та влаштувався на велосипедний завод Romet. Перебував у Польському соціологічному товаристві.
Переконаний антикомуніст Токарчук був противником урядущої компартії ПОРП і державного устрою ПНР. Однак до 1980 року він не займався конкретною опозиційною діяльністю, не мав зв'язків з дисидентськими організаціями.

## Активіст «Солідарності»

### У профцентрі
У серпні 1980 року Антоній Токарчук активно приєднався до страйкового руху. Брав участь у створенні бидгощського Міжзаводського страйкового комітету та Бидгощського профцентру Солідарності. Балотувався у голови профцентру. Був заступником голови профцентру Яна Рулевського.
Опікувався у профспілці пропагандою й агітацією (успіхи на цьому напрямі з певною заздрістю констатував віцепрем'єр ПНР Мечислав Раковський). Редагував незалежний журнал «Вільні союзи».
19 березня 1981 року Антоній Токарчук був важливою фігурою Бидгощського конфлікту активістів «Солідарності» з міліцією, держбезпекою та ЗОМО на засіданні Бидгощської воєводської ради. Перебував у залі, де сталося побиття профспілкової делегації, звинувачував представників влади в обмані та маніпуляціях, брав участь у фізичному зіткненні. Ці події призвели до безпрецедентно масового страйку, одним з організаторів якого у Бидгощі виступав Токарчук.
Характеризуючи умови профспілкової роботи того періоду, Токарчук говорив, що вихід віч-на-віч із ЗОМО означав «погляд у вічі смерті». Водночас зазначав, що це не йшло у жодне порівняння з боротьбою поляків проти Сталіна або Гітлера.
До кінця 1981 року Токарчук був близьким соратником голови «Солідарності» Леха Валенси, секретарем всепольської комісії профспілки. Організовував засідання 11 — 12 грудня 1981 року, де приймалася резолюція про загальний страйк.

### У підпіллі
У ніч проти 13 грудня 1981 року влада ввела у Польщі воєнний стан. Антонія Токарчука інтерновано у Гданську. Рік знаходився у спеціальному таборі. Зазнавав імітації розстрілу. Персонально згадувався генералом Ярузельським у переліку «екстремістів». Звільнено 22 грудня 1982 року.
П'ять років Антоній Токарчук був безробітним, заробляв вирощування полуниці. Працював також палітурником видань костелу. Перебував під наглядом держбезпеки, неодноразово затримувався міліцією. Брав участь у діяльності підпільних структур «Солідарності», відповідав за зв'язок бидгощського підпілля з гданським. Перебував у комітеті допомоги політв'язням і їхнім сім'ям, організував у Бидгощі «вільний університет».
З 1987 року Токарчук брав участь у відтворенні «Солідарності» під головуванням Валенси, знову перебував у керівництві воєводського профцентру. Став активістом нової страйкової хвилі 1988 року. Перебував у делегації «Солідарності» на Круглому столі 1989 року (працював у групі з реформ сільського господарства). Згодом зазначав, що «команди Куроня — Міхніка і Ярузельського — Кіщака, за всіх принципових відмінностей, мали спільні риси та розв'язували одне завдання — недопущення прямої демократії». Був організатором Громадського комітету «Солідарності» та його передвиборчої кампанії у Бидгощі.

## Політик, депутат, воєвода
На «напіввільних виборах» 4 червня 1989 року «Солідарність» здобула фактичну перемогу. Антонія Токарчука обрано в сенат Польщі від Бидгоща, причому з великим відривом переміг колишнього першого секретаря Бидгощського воєводського комітету ПОРП Генрика Беднарського. Вибравшись у сенат, залишив профспілкову діяльність, оскільки вважав за неможливе поєднувати загальнодержавну політику з відстоюванням групових інтересів.
У травні 1990 року Токарчук став співзасновником правої християнсько-демократичної партії Угода центру (PC), створеної братами Качинськими, які на той час підтримували Леха Валенсу. На парламентських виборах 1991 року обрано депутатом сейму. На виборах у 1997 та 2001 роках підтримував Виборчу акцію Солідарність (AWS). У 1999 році короткий час був головою РС та Консервативно-народної партії, але його виключили через не прийняту більшістю керівництва участь в Угоді польських християнських демократів (серед політичних союзників Токарчука у цьому проєкті був Мечислав Гіль).
У 1990 році, при уряді Тадеуша Мазовецького, Антонія Токарчука призначено Бидгощським воєводою (головою адміністрації). На цій посаді приділяв основну увагу розвитку сільського господарства у регіоні, налагодженню економічних зв'язків з країнами Скандинавії та боротьбі проти «мафії ПОРП», яка безпосередньо захопила ринок алкоголю. Обіймав цю посаду при урядах Яна Кшиштофа Белецького, Яна Ольшевського, Вальдемара Павляка. Звільнено з посади прем'єр-міністром Ганною Сухоцькою як представника опозиційної PC під час її боротьби з Ярославом Качинським.
18 жовтня 1999 року, після перемоги AWS на виборах 1997 року, Антонія Токарчука призначено міністром навколишнього середовища в уряді Єжи Бузека. Обіймав цю посаду два роки, до 18 жовтня 2001 року.
Згодом Токарчук говорив, що за зміни влади «Солідарність» виявила надмірну м'якість до ПОРП, дозволивши колишній комуністичній номенклатурі зберегти значні активи у власності та позиції у владі. Іншою помилкою він вважав поступки соціальним вимогам початку 1990-х років з інфраструктури й інвестицій у розвиток. З іншого боку, він високо оцінив увагу того часу до символічних актів — польського орла, героїзації польсько-більшовицької війни, засудження вторгнення до Чехословаччини. Під час подій 1991 року він відвідав Вільнюс, висловлюючи солідарність з литовцями.

## Громадський діяч
Після виходу з уряду Антоній Токарчук вирішив перейти з політичної діяльності на громадську. У 2003 році він був президентом бидгощського футбольного клубу Polonia Bydgoszcz. У 2004—2011 роках був директором господарської палати Wodociągi Polskie — саморегулівною організацією польських підприємств водопостачання та каналізації. Пішов з цієї посади через конфлікт з президентом палати Станіславом Джевецьким. З 2012 року очолює у Бидгощі Воєводський центр дорожнього руху — орган місцевого самоврядування, зайнятий підвищенням безпеки на дорогах.
У березні 2011 року дві жінки звинуватили Токарчука (одна з яких була співробітницею Wodociągi Polskie) у харрасменті та домаганнях. Прокурорське розслідування тривало п'ять місяців. Обвинувачки заплуталися у свідченнях, на що Токарчук, який категорично все заперечував, з іронією вказував слідству. Звинувачення знято, справу закрито.
У 2017 році Токарчук видав книгу «Mój czas. Flirty z historią» (Мій час. Загравання з історією). Автор виклав свій погляд на історію «Солідарності» та бидгощські події початку 1980-х років. З коментарем через свою сенаторську канцелярію виступив Ян Рулевський (з яким у Токарчука склалися за десятиліття досить складні стосунки). Рулевський високо оцінив художні та публіцистичні гідності книги, але зазначив, що автор «уявляє себе ангелом добра, а майже всіх демонами зла». Однак у спогадах про Бидгощський березень Рулевський та Токарчук виступають разом. З глибокою повагою Токарчук ставиться до Валенси, захищає його від нападок.
28 серпня 2020 року Антоній Токарчук взяв участь у бидгощських ювілейних урочистостях у зв'язку з 40-річчям «Солідарності». Серпневі події 1980 року він характеризував як «чистий бунт без жодного розрахунку, бунт гніву та ненависті до системи, яка поневолила людей, бунт проти лицемірства, бунт, який показав владі: ми не здамося, ми поважаємо себе, ми матимемо справжні профспілки та житимемо у вільній країні».